# Megachile bidentata
Megachile bidentata là một loài Hymenoptera trong họ Megachilidae. Loài này được Fabricius mô tả khoa học năm 1775.